# 羽沢池辺線
羽沢池辺線（はざわいこのべせん）は、横浜市の都市計画道路である。
都市計画道路としての名称は横浜国際港都建設計画道路3・2・2号羽沢池辺線。横浜市3環状10放射道路ネットワークを構成する放射道路の一つである。横浜北部放射幹線道路の一部として、地域高規格道路の候補路線及び重要物流道路に指定されている。
本路線の整備によって、環状2号線から港北ニュータウンや東名高速横浜青葉インターチェンジ、ららぽーと横浜方面へのアクセス強化、および利便性の向上が見込まれている。なお羽沢横浜国大駅との接続はない。

## 概要
起点にて環状2号線、第三京浜道路・羽沢インターチェンジ（上り）とランプ橋を経て接続し、中間地点の鴨居町では山下長津田線、また終点では緑産業道路や池辺市ヶ尾線（横浜上麻生道路バイパス）と接続することから、物流や高規格道路を経た交通機能性において重要な役割を持つ。
しかし路線の整備はほぼ行われておらず、環状2号線近辺の橋梁およびトンネルを除いて事業用地が確認できるに留まる。（2023年3月時点）
また平行する路線として、国道16号線梅の木交差点から鴨居上飯田線・緑産業道路と接続する神奈川県道109号青砥上星川線や、神奈川区三枚町から菅田道路と重複する山下長津田線など、代替機能のある路線が存在する。
2019年（令和元年）11月7日より、市道菅田第293号線（羽沢幼稚園前）付近にて「工業用水道東尾送水幹線口径1100m更新工事」が実施されており、東寺尾シールド作業所およびシールドマシンの発信基地として、当路線の事業用地が利用されている。

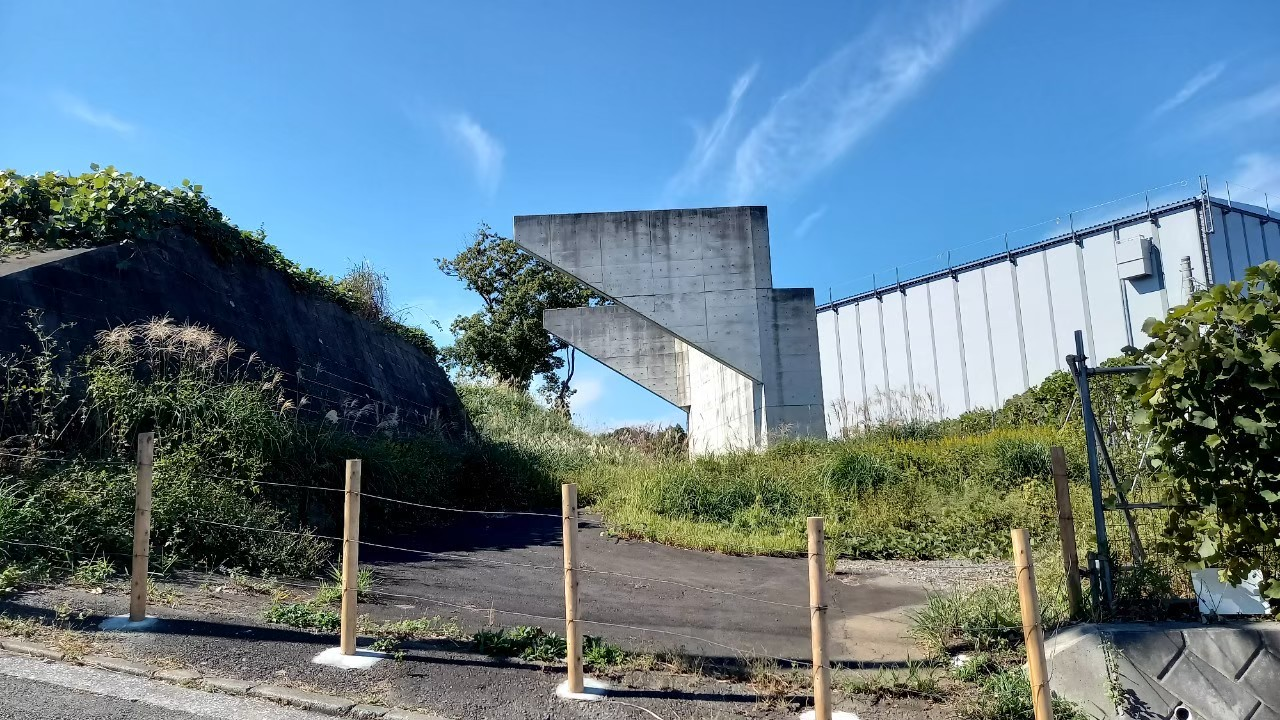
羽沢横浜国大駅の南西に位置するランプ橋脚。（2021年10月撮影）
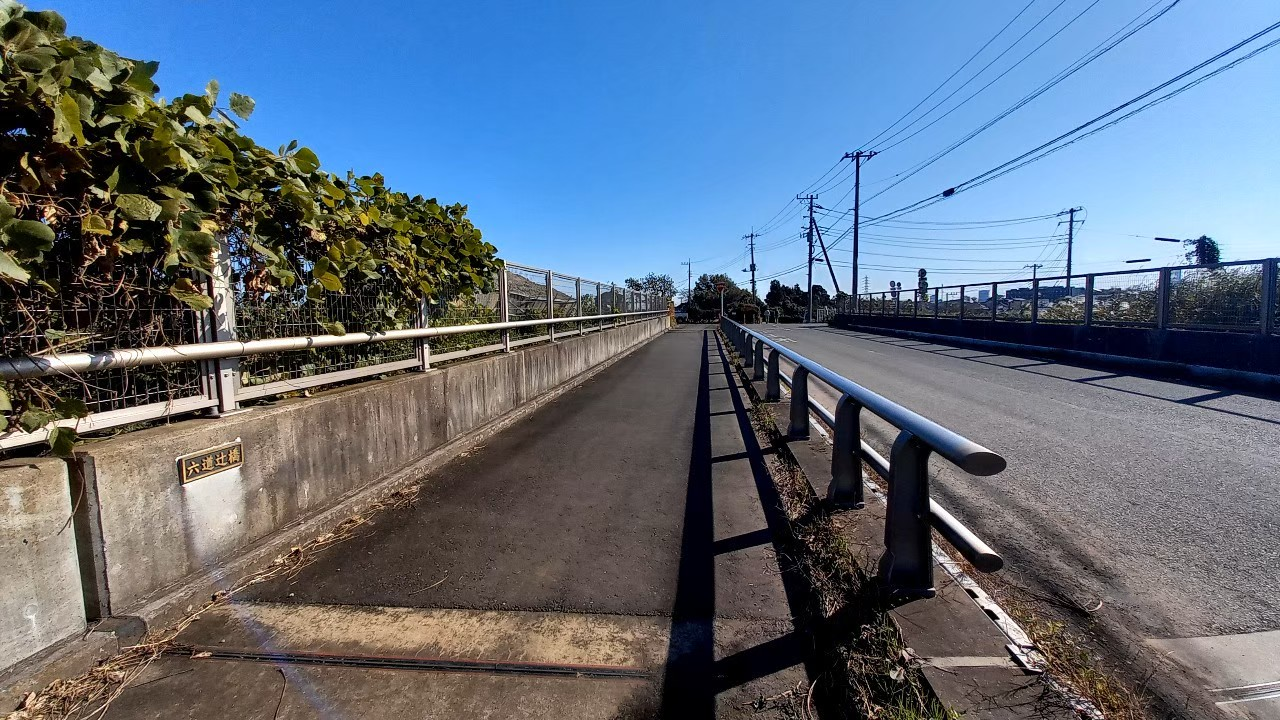
六道辻橋。2009年（平成9年）完成。北側に歩道が設置されている。（2021年10月撮影）
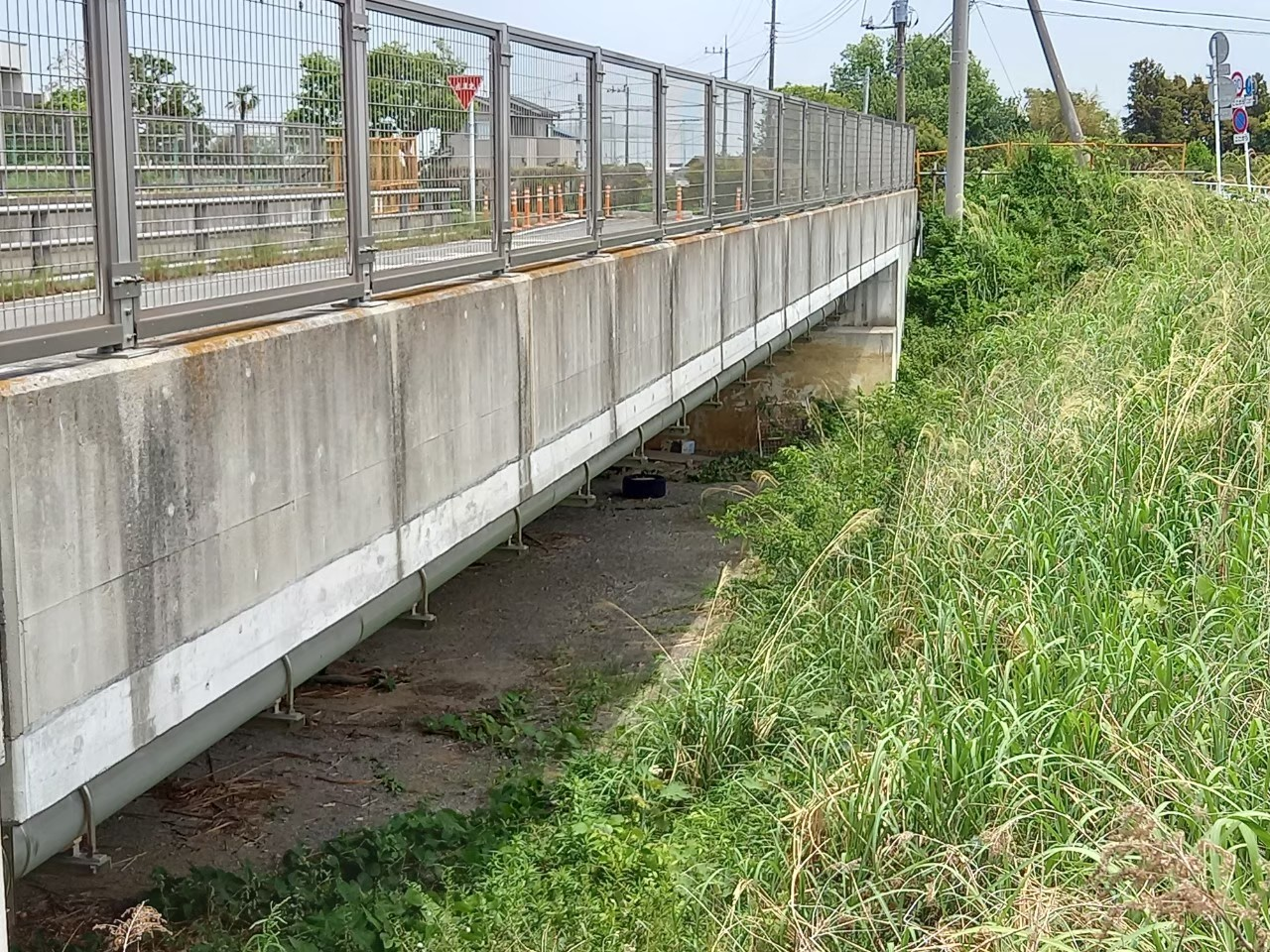
六道辻橋の側面。この下を路線が通過する予定である。（2021年10月撮影）
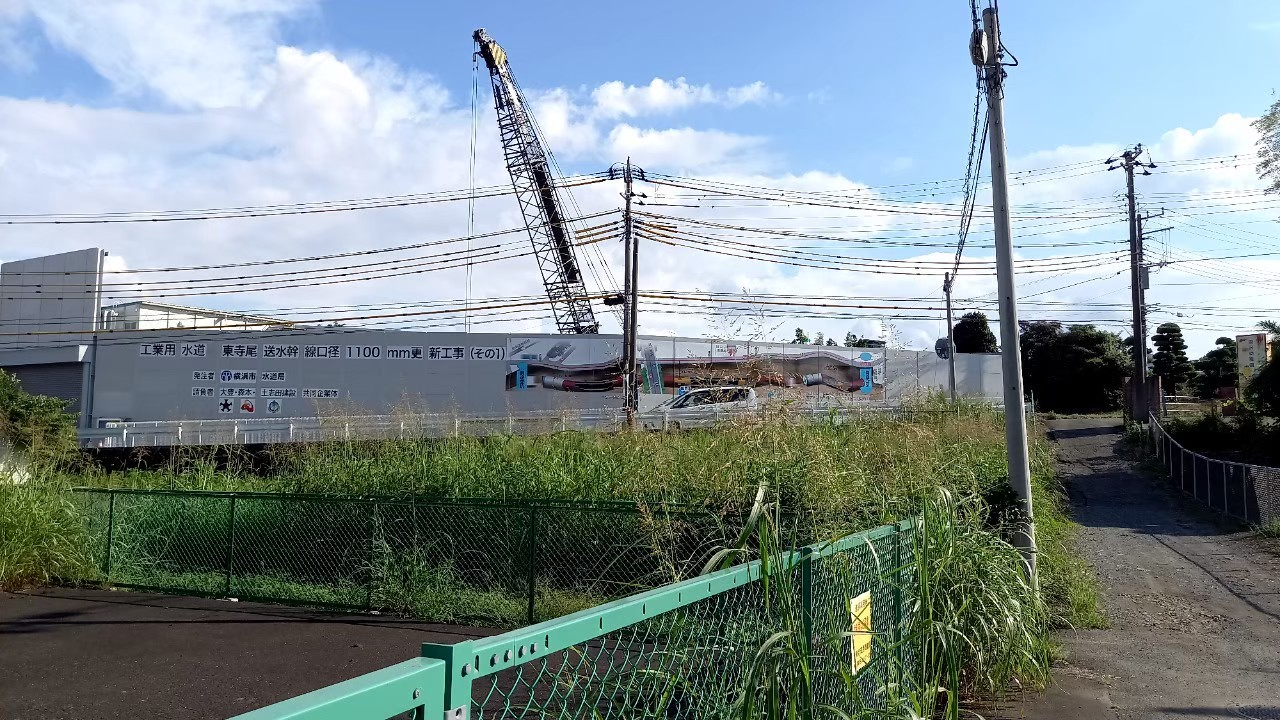
工業用水道東尾送水幹線口径1100m更新工事（2021年5月撮影）

### 路線データ
- 起点：神奈川県横浜市神奈川区羽沢南二丁目 高山橋 交差点付近
- 終点：神奈川県横浜市都筑区池辺町（緑産業道路・横浜上麻生道路バイパス）新整橋西側 交差点

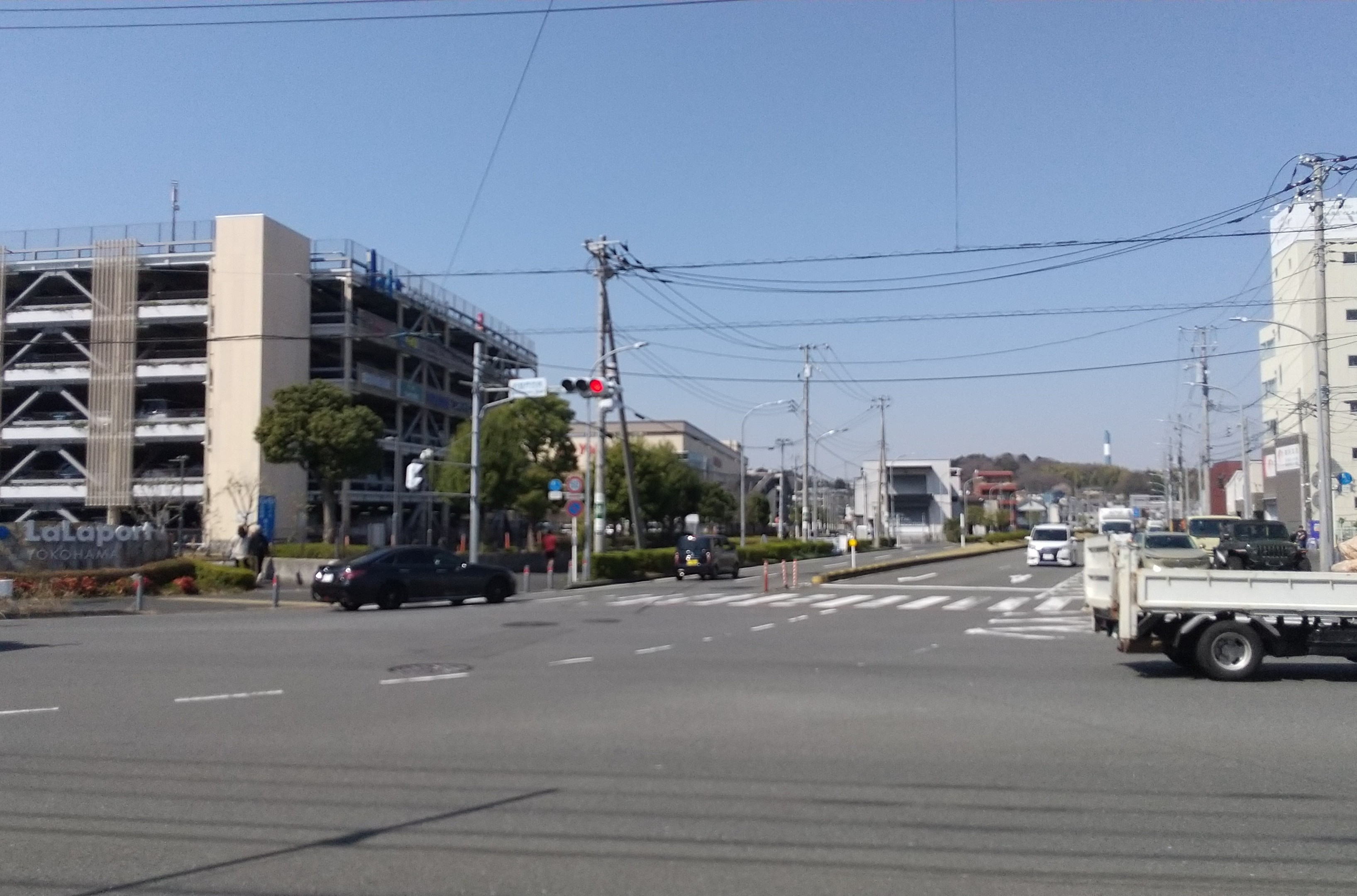
新整橋西側交差点(事業未着手)

- 延長：5,050 m
- 幅員：32～34 m

## 歴史
- 1987年（昭和62年）- 事業採択。 羽沢・菅田地区の事業期間を昭和62年度 - 平成14年度までとした。
- 1993年（平成5年）3月 - 羽沢・菅田地区での事業が開始。
- 1998年（平成10年）3月 - 環状2号線が鶴見区 - 磯子区まで開通。
- 2005年（平成17年）7月 - 環2号側道高山隧道が完成。規格はRC2連ボックスカルバート。
- 2007年（平成19年）3月8日 - 横浜上麻生線と川崎町田線を結ぶ延長440メートルが開通[5]。
- 2009年（平成21年）9月 - 六道辻橋が完成。
- 2012年（平成24年）- 環状2号線接続部の橋梁（橋台）の整備を実施。公共事業再評価により、羽沢・菅田地区の事業期間を平成30年度完成予定とした。
- 2019年（令和元年）11月 - 羽沢横浜国大駅が開業。市道菅田第293号線（羽沢幼稚園前）の事業用地にて「工業用水道東尾送水幹線口径1100m更新工事」が開始。
- 2022年（令和4年）4月 - 重要物流道路に指定[6][7]。
- 2023年（令和5年）1月 - 公共事業再評価により、羽沢・菅田地区の事業期間を令和11年度の完成見込みとした。
- 2025年（令和7年）3月30日 - 「工業用水道東尾送水幹線口径1100m更新工事」が完了見込み。
- 2025年（令和7年） - 2026年（令和8年）- 山下長津田線（鴨居地区）の事業完了見込み。
- 2029年（令和11年） - 2030年(令和12年) - 羽沢・菅田地区の完了見込み。

## 整備事業

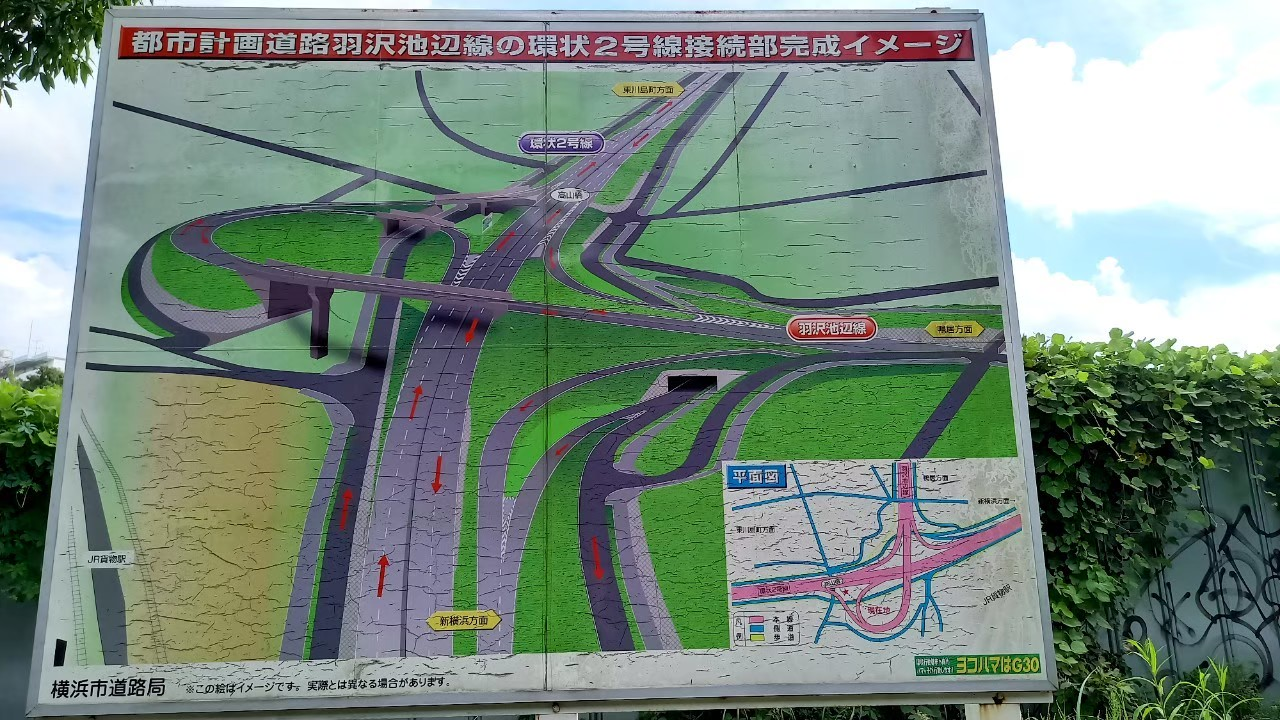
環状2号線付近にてランプ接続のイメージ図を表す看板（2021年5月撮影）

環状2号線から緑区鴨居町の山下長津田線までの延長約3,150ｍの区間で、1993年（平成5年）3月から事業を進めている。
2023年（令和5年）1月16日に開催された「令和4年度 横浜市公共事業評価委員会に係る道路部会」の会議で、羽沢・菅田地区の事業化完了予定年度が令和11年度に延期された。

## 沿線構造物
- 羽沢横浜国大駅
- 羽沢幼稚園
- 西菅田団地
- クリエイトＳ・Ｄ 横浜西菅田店
- ローソン 横浜鴨居町店
- 横浜市立東鴨居中学校
- イオンフードスタイル鴨居店
- 鴨居自動車学校
- ららぽーと横浜

## 接続・交差する路線
- 神奈川区
  - 環状２号線 - 立体交差。ランプにて上下線と接続予定。
  - 市道川島三枚町線 - 立体交差。ランプにて接続予定。
  - 市道菅田第293号線 - 立体交差。ランプにて接続予定。
  - 市道菅田第148号線 - 平面交差。
- 緑区
  - 山下長津田線・菅田道路 - 平面交差。東鴨居中学校南側交差点付近で接続。
- 都筑区
  - 緑産業道路
  - 横浜上麻生線
  - 川崎町田線

## 交差する鉄道・河川
- 東海道新幹線
- 鳥山川
- JR横浜線
- 鶴見川